# Estadio Konya Büyükşehir
El Estadio Konya Büyükşehir (en turco: Konya Büyükşehir Stadyumu) originalmente Torku Arena, es un estadio de fútbol ubicado en la ciudad de Konya, Turquía. El estadio inaugurado en septiembre de 2014 posee una capacidad para 42 000 espectadores y sirve al club Konyaspor de la Superliga de Turquía. El recinto sustituye al Estadio Konya Atatürk demolido en 2014.

## Partidos internacionales
El estadio ha albergado siete partidos de la Selección de fútbol de Turquía
| N.º | Fecha                   | Local   | Resultado | Rival        | Carácter                            | Asistencia |
| --- | ----------------------- | ------- | --------- | ------------ | ----------------------------------- | ---------- |
| 1   | 3 de septiembre de 2015 | Turquía | 1 – 1     | Letonia      | Clasificación Eurocopa 2016         | 35 391     |
| 2   | 6 de septiembre de 2015 | Turquía | 3 – 0     | Países Bajos | Clasificación Eurocopa 2016         | 41 000     |
| 3   | 13 de octubre de 2015   | Turquía | 1 – 0     | Islandia     | Clasificación Eurocopa 2016         | 38 000     |
| 4   | 6 de octubre de 2016    | Turquía | 2 – 2     | Ucrania      | Clasificación Copa Mundial 2018     | 42.000     |
| 5   | 17 de noviembre de 2018 | Turquía | 0 – 1     | Suecia       | UEFA Nations League 2018/19         | 37.425     |
| 6   | 8 de junio de 2019      | Turquía | 2 – 0     | Francia      | Clasificación para la Eurocopa 2020 | 41.000     |
| 7   | 29 de marzo de 2022     | Turquía | 2 – 3     | Italia       | Amistoso                            | 41.000     |

## Galería de fotos

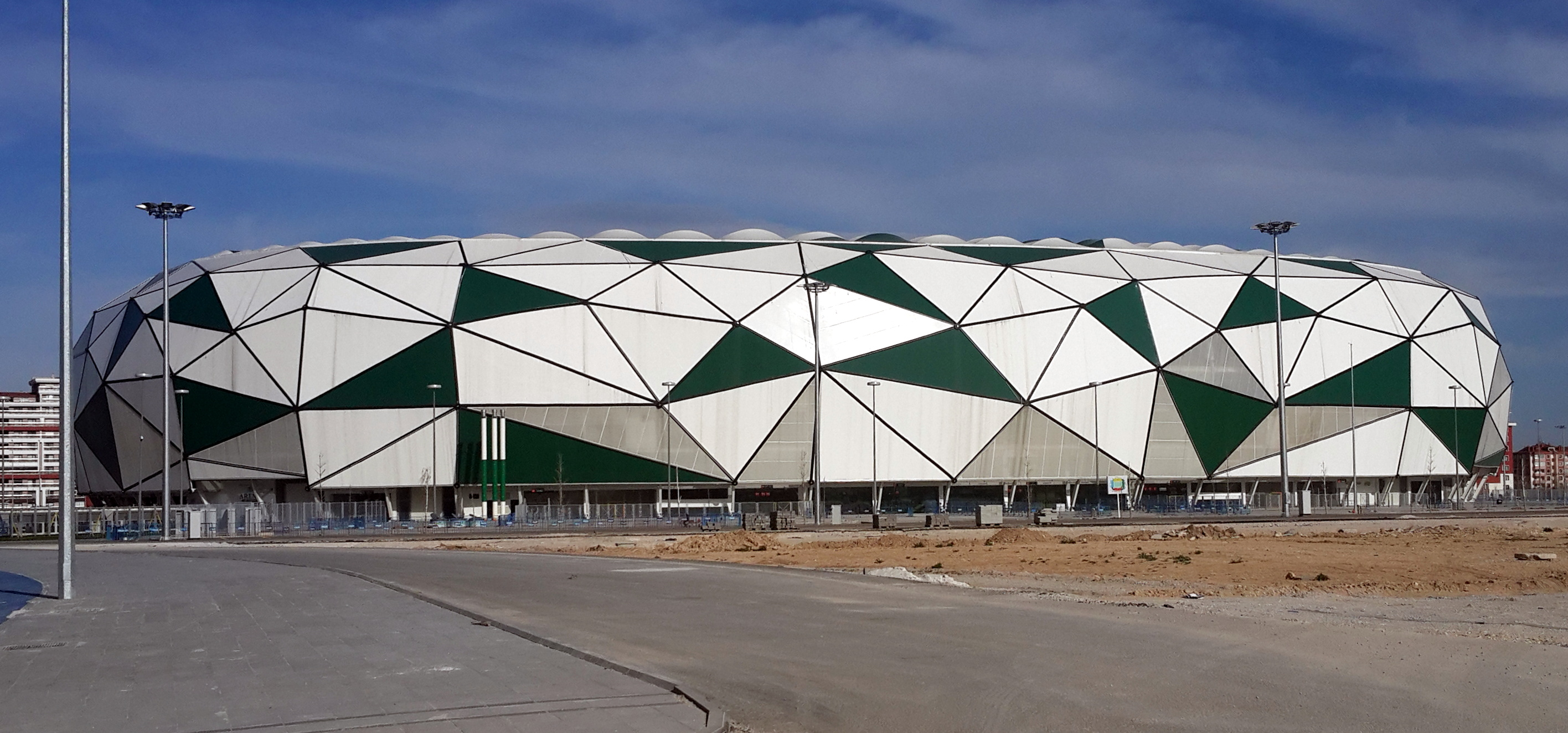
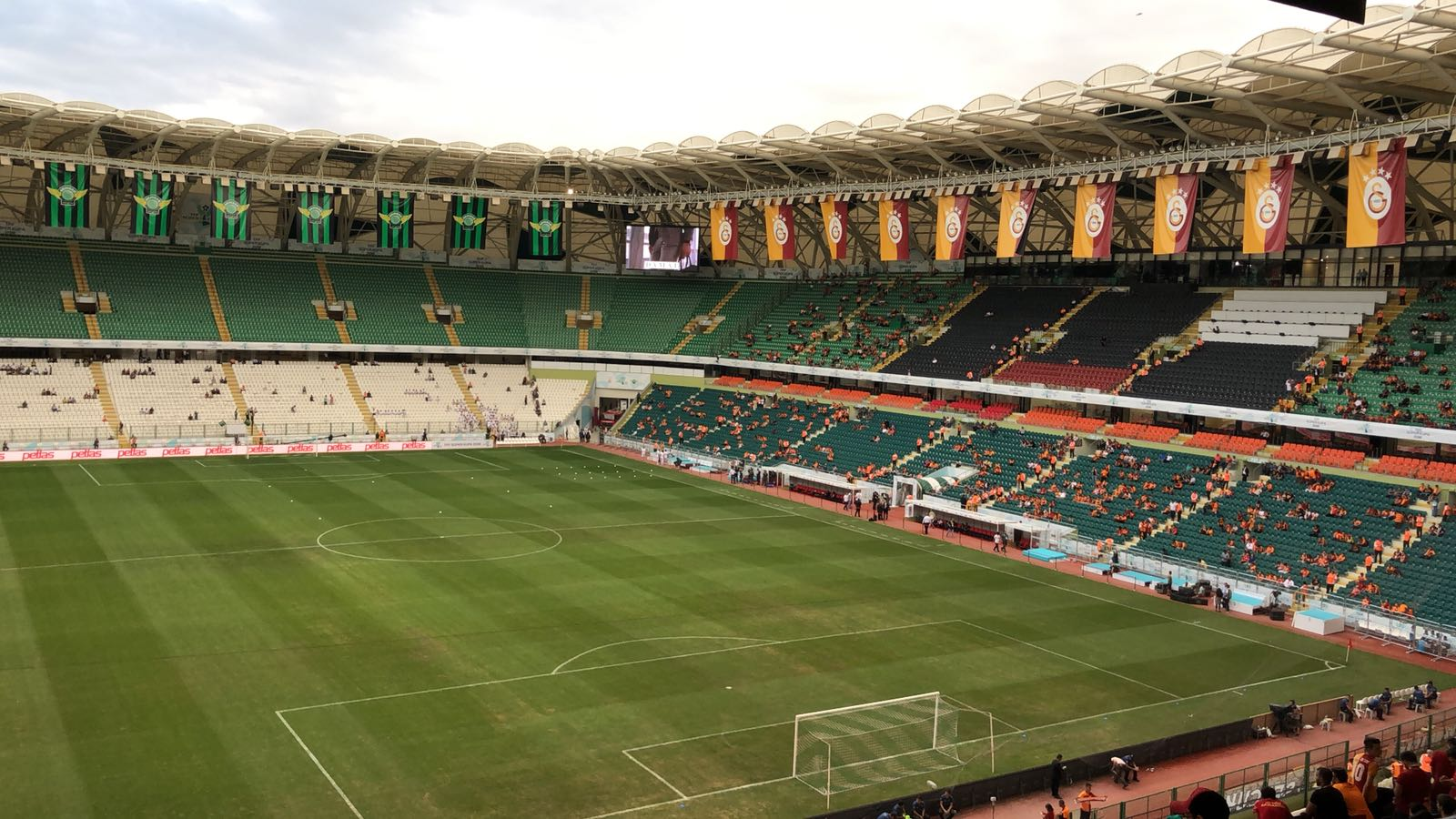